# 藤漆属
藤漆属（学名：Pegia）是漆树科下的一个属，为直立或攀援状灌木或乔木植物。该属共有约3种，分布于喜马拉雅东部和中南半岛。